# ابرامو، بخش لوبارتاو
ابرامو، بخش لوبارتاو (به لاتین: Abramów, Lubartów County) یک روستا در لهستان است که در Gmina Abramów واقع شده‌است.

## خصوصیات
ابرامو ۷۱۳ نفر جمعیت دارد.